# Damjan Trifkovič
Damjan Trifkovič (Velenje, 22 luglio 1987) è un ex calciatore sloveno, di ruolo centrocampista.

## Caratteristiche tecniche
Interno di centrocampo, può essere schierato anche come esterno destro.